# Alexandre Jollien
Alexandre Jollien (Cantón del Valais, Suiza, 1975) es un escritor y filósofo suizo. Licenciado por la Universidad de Friburgo, ha sido galardonado por la Academia Francesa con el premio Mottart de ayuda a la creación literaria y el premio Motyon de literatura y filosofía. Elogio de la debilidad fue su primera obra.

## Biografía
Alexandre Jollien padece parálisis cerebral. De pequeño, sus padres creyeron que su futuro pasaba por un internado de educación especial, donde vivió recluido y en un mundo alejado de la realidad. 
En marzo de 2021 afirmó públicamente su homosexualidad en las redes sociales. En junio de ese año un hombre lo acusó en París de haber abusado sexualmente de él en 2015, motivo por el cual la policía local inició una investigación; Jollien ha negado que los hechos que se le imputaron fuesen reales.

## Obras
- Éloge de la faiblesse, Paris, Éditions du Cerf, 1999, 108 p. ISBN 978-2-204-06384-5. Premio Montyon 2000 de l’Académie française.
- Le Métier d'homme, Seuil, 2002 (ISBN 978-2-02-052606-7)
- La Construction de soi : un usage de la philosophie, Seuil, 2006, 192 p. (ISBN 978-2-02-062888-4)
- Le Philosophe nu, Seuil, 2010, 192 p. (ISBN 978-2-02-095915-5)
- Petit Traité de l'abandon : pensées pour accueillir la vie telle qu'elle se propose, Seuil, 2012, 117 p. (ISBN 978-2-02-107941-8)
- Vivre sans pourquoi : Itinéraire spirituel d'un philosophe en Corée, Seuil-L’Iconoclaste, 2015, 338 p.
- Trois amis en quête de sagesse avec Matthieu Ricard et Christophe André, L'Iconoclaste-Allary Éditions, 2016
- La sagesse espiègle, Gallimard, 2018, 224 p.
- À nous la liberté, avec Christophe André et Matthieu Ricard, L'Iconoclaste-Allary Éditions, 2019
- L'Abécédaire de la Sagesse, avec Christophe André et Matthieu Ricard, L'Iconoclaste-Allary Éditions, 2020
- Cahiers d'insouciance, Gallimard, 2022